# Mina Lunge
La mina Shitotsubakurai Lunge era una arma antitancs suïcida dissenyada i desenvolupada per l'Exèrcit imperial japonès. Aquesta arma era utilitzada per les Unitats Japoneses de Combat Proper. L'arma consistia en una càrrega buida de forma cònica, col·locada en un contenidor metàl·lic, i que es subjectava mitjançant un pal de fusta. Va ser considerada com a arma oficial de l'exèrcit japonès en 1945, quan els soldats americans van veure per primera vegada el seu ús en combat, i més tard van descobrir els manuals d'atac de l'exèrcit imperial japonès.

## Disseny
L'arma consistia en una mina de càrrega buida, de forma cònica situada a un extrem de l'arma, subjectada per un pal de fusta, el qual servia per a empunyar l'arma. Disposava de tres potes al front de l'arma, disposades de manera que totes quedessin a la mateixa distància les unes de les altres, al voltant de la base cònica de la càrrega explosiva, i així es disposes d'una distància de seguretat. El mateix detonador de l'arma estava situada a l'àpex de l'arma.
El sistema de foc de l'arma era bastant fàcil de construir, ja que consistia en un sistema d'agulles, un pin de cisallament i un pin de seguretat, allotjats en un compartiment metàl·lic. Aquest compartiment, que uneix la mina i el pal (mesurant 6,09 cm), el qual es pot lliscar sobre el final del mànec, el qual està sostingut pel pin de tall i el de seguretat. Tot això pot ser afegit al cos de la mina per un anell de connexió roscat.
La mina mesurava 30,48 cm de llarg, i el pal 99,06 cm, el que la feia tindre una longitud total d'uns 129,54 cm. La mina tenia un diàmetre de 8 cm, el cos el tenia de 3,175 cm de diàmetre, el que feia que l'arma tingues un diàmetre de 8 cm. I el seu pes total era de 6,48 kg, dels quals 2,948 kg eren explosius.

## Operació
Per operar la mina, el soldat havia d'extreure el pin de seguretat, i després, utilitzant les mateixes tècniques que en una càrrega de baionetes, fer una carrega amb la mina fent que aquesta xoqués contra el objectiu (és a dir, el tanc) amb les tres potes. Havia de sostenir el centre de l'arma amb la mà esquerra, i el final d'aquesta amb la dreta. Quan les potes de la mina xoquen contra l'objectiu, el mànec es empès cap endavant, trencant el pin de tall, i així, el percussor es conduït cap al detonador, iniciant l'explosió de la mina.

## Capacitats
La mina és capaç de penetrar 15,24 cm (152,4 mm) de planxes d'acer; en cas que s'utilitzés contra una superfície amb una inclinació de 60 graus de ferro, l'arma només seria capaç de penetrar 10,16 cm (101,6 mm) de ferro.

## Historial de servei
Va servir en els últims anys de la Segona Guerra Mundial en l'Exèrcit Imperial Japonès, en la campanya del Pacific contra les forces americanes, fins a la derrota del Japó, en 1945, el mateix any en què es va introduir al servei.
Hi han alguns registres de que aquestes mines van ser utilitzades també per les forces de Vietnam del Nord en la Guerra de Vietnam, on va servir també com a arma antitancs.

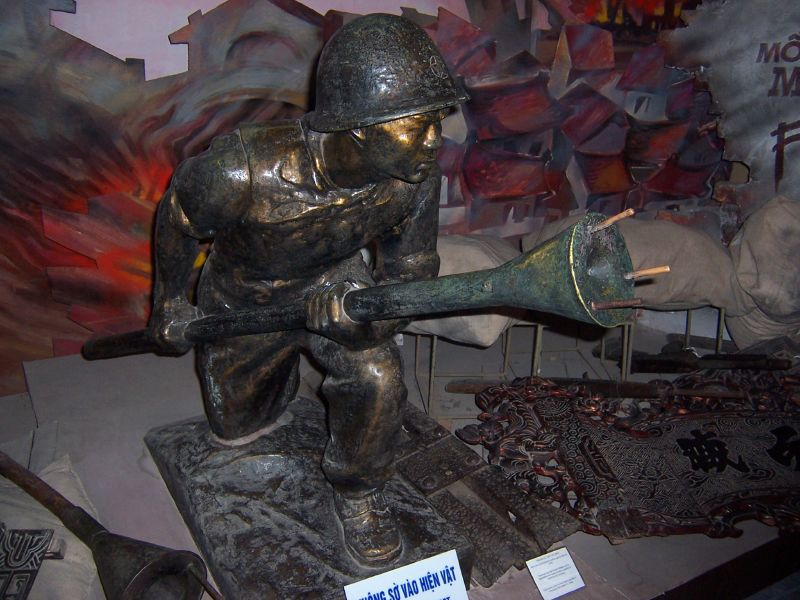
Una mina antitancs Lunge en una escultura d'un soldat de Vietnam del Nord